# Alf Rößner
Alf Rößner (geb. 1966) ist ein deutscher Bauingenieur und seit 2006 Direktor des Stadtmuseums Weimar.

## Werdegang
Von 1987 bis 1992 absolvierte er ein Studium des Bauingenieurwesens in Weimar (1987 bis 1992) und der Denkmalpflege in Bamberg und Coburg (1992 bis 1993), 1995 bis 2000 war er wissenschaftlicher Mitarbeiter am Lehrstuhl Denkmalpflege der Bauhaus-Universität Weimar.
Alf Rößner promovierte 1999 an der Bauhaus-Universität Weimar mit einer Arbeit unter dem Titel: Weimar um 1900 : Stadtbild und genius loci. Seit 2006 ist er Leiter des Stadtmuseums Weimar.
Rößner organisierte zahlreiche Ausstellungen bzw. Führungen zur Stadtgeschichte Weimars. Seine Publikationen beziehen sich auf Weimars Stadtgeschichte bzw. dessen Museumswesen. Er ist stellvertretender Vorsitzender des Vereins 100 Jahre Thüringen: Ein Projekt des Weimarer Republik e.V., der von der Thüringer Staatskanzlei gefördert wird.

## Ehrungen
Im Jahr 2019 wurde Rößner für sein Wirken durch den Museumsverband Thüringen die Bernhard-von-Lindenau-Medaille verliehen. 2024 wurde ihm das Bundesverdienstkreuz am Bande verliehen.

## Werke (Auswahl)
- Weimar um 1900 : Stadtbild und genius loci, Diss. Weimar 1999.
- „Einstweilen empfangen Sie mein Bildniß“ : Großherzog Carl Alexander von Sachsen-Weimar-Eisenach in 20 kommentierten Bildern als Gabe zu seinem 200. Geburtstag : Begleitheft zur Sonderausstellung „Großherzog Carl Alexander im Bildnis“ anlässlich des 200. Geburtstages des Großherzogs Carl Alexander von Sachsen-Weimar-Eisenach (1818–1901), hrsg. von der Stadt Weimar und dem Stadtmuseum Weimar, Weimar 2018.
- Sommernachtsspiele im Neuen Weimar : Ernst Hardts „Ninon von Lenclos“ und „Die Waldwiese“ - Jugendstil-Inszenierungen im Garten der Familie von Nostitz, hrsg. von der Stadt Weimar und dem Stadtmuseum Weimar, Weimar 2019.
- Weimar Wartburg – Wartburg Weimar : Carl Alexanders Kulturkonzepte für die „ganze gebildete Welt“ : 5. Februar – 25. April 2011, Sonderausstellung des Stadtmuseums Weimar im Bertuchhaus, Weimar 2011.
- Demokratie aus Weimar – die Nationalversammlung 1919 : Ausstellung des Stadtmuseums Weimar zur Nationalversammlung : Begleitheft = Democracy Made in Weimar – the National Assembly in 1919, Weimar 1919.
- Die Schillerbank im Weimarer Ilmpark. Zur Geschichte einer Memorialstätte. In: Thesis. Wissenschaftliche Zeitschrift der Bauhaus-Universität Weimar. Jg.: 45, Nr. 6, 2000, ISSN 1433-5735, S. 98–110.